# Mycetaulus subdola
Mycetaulus subdola is een vliegensoort uit de familie van de Piophilidae. De wetenschappelijke naam van de soort is voor het eerst geldig gepubliceerd in 1922 door Johnson.